# Helm Peak
Der Helm Peak ist ein 930 m hoher Berg im Grahamland auf der Antarktischen Halbinsel. Er ragt als höchste Erhebung der Relay Hills am südlichen Ende der Fallières-Küste auf.
Luftaufnahmen dieses Gebiets entstanden 1966 durch die United States Navy. Der British Antarctic Survey nahm zwischen 1970 und 1973 Vermessungen vor. Das UK Antarctic Place-Names Committee benannte ihn 1977 nach dem Helm-Wind in den nordenglischen Pennines.